# Luigi Rapini
Luigi Rapini, né le 21 juillet 1924, à Bologne, en Italie et décédé le 18 septembre 2013, est un ancien joueur italien de basket-ball.

## Palmarès
- Champion d'Italie 1946, 1947, 1948, 1949, 1955